# Rio Descoberto
Der Rio Descoberto entspringt im Bundesdistrikt in Brasilien und ist ein linker Nebenfluss des Rio Corumbá im Bundesstaat Goiás und entwässert somit über das Paraná-Becken in den Rio Paraná.

## Flusslauf
Der Rio Descoberto entspringt im Nordwesten des Bundesdistrikts ostnordöstlich von Brazlândia. Im Gegenuhrzeigersinn umfließt er Brazlândia, bis er in dessen Süden in den Stausee Represa do Doscoberto mündet. Der Stausee dient vorwiegend der Wasserversorgung der Vororte von Brasília.
Nach der Talsperre ist er der nach Süden verlaufende Grenzfluss zwischen dem Bundesdistrikt und dem Bundesstaat Goiás (Gemeinden: Águas Lindas de Goiás und Santo Antônio do Descoberto).
 An der Südgrenze von Santo Antônio do Descoberto mündet er in den Rio Corumbá.